# Rügyfúró gyantamoly
A rügyfúró gyantamoly (Blastesthia turionella) a valódi lepkék (Glossata) alrendjébe tartozó sodrómolyfélék (Tortricidae) családjának Magyarországon is honos faja.

## Elterjedése, élőhelye
Európai faj, amelynek Magyarországon két tápnövénye van:
- erdeifenyő (Pinus silvestris),
- feketefenyő (Pinus nigra).

## Megjelenése
Szárnyán sárga-barna a mintázat. A szárny fesztávolsága 14–21 mm.

## Életmódja
Egy évben egy nemzedéke kel ki úgy, hogy az előbábok telelnek át fehér szövedékben. A lepkék április–májusban rajzanak, és a tűk belső oldalára rakják petéiket. A kikelő hernyók a rügyek hegye és a tűhüvely közötti részt szövik össze. Elfogyasztják a tűpárt, majd kirágják az oldalrügyeket.